# Ocnotelus lunatus
Ocnotelus lunatus är en spindelart som beskrevs av Cândido Firmino de Mello-Leitão 1947. Ocnotelus lunatus ingår i släktet Ocnotelus och familjen hoppspindlar. Inga underarter finns listade i Catalogue of Life.